# 瓦町車站
瓦町車站（日语：／ Kawaramachi eki */?）是位於日本四國香川縣高松市，屬於高松琴平電氣鐵道（琴電）的電車站。本站是琴電目前擁有的三條電車路線琴平線、長尾線與志度線的交會點，作為琴電與該集團所屬的道路客運子公司琴電巴士的交通總站，是高松市區內非常重要的交通樞紐。在行政區方面，因為線路端點的位置有點不同，雖然是在同一個站區內，但琴平線與長尾線的月台實際上位於常磐一丁目，而志度線的月台則是位於八坂町的範圍內。站內設有IruCa處理窗口、IruCa定期券窗口。

## 車站構造

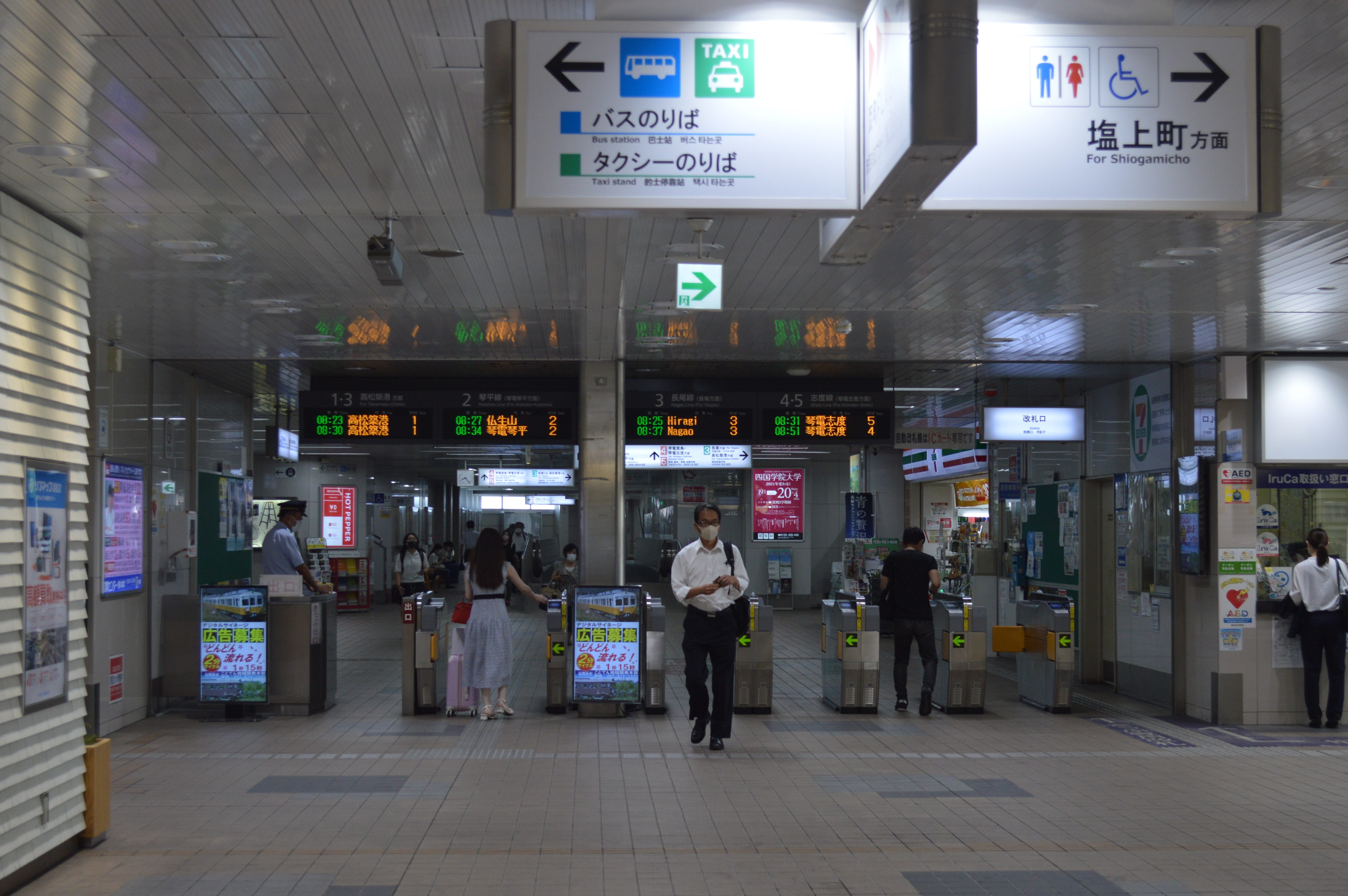
驗票口（2021年8月）

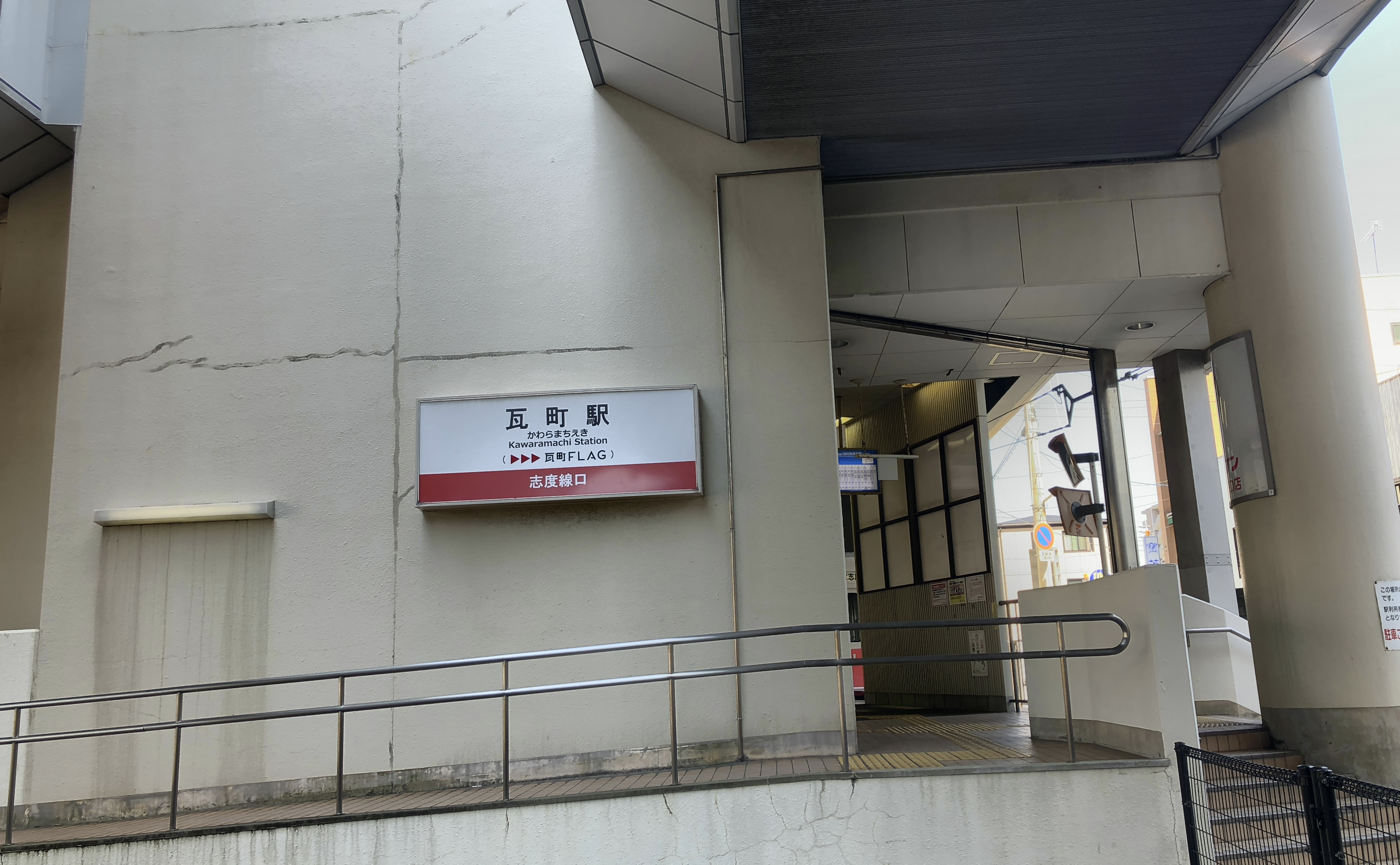
志度線口剪票口（2018年6月）

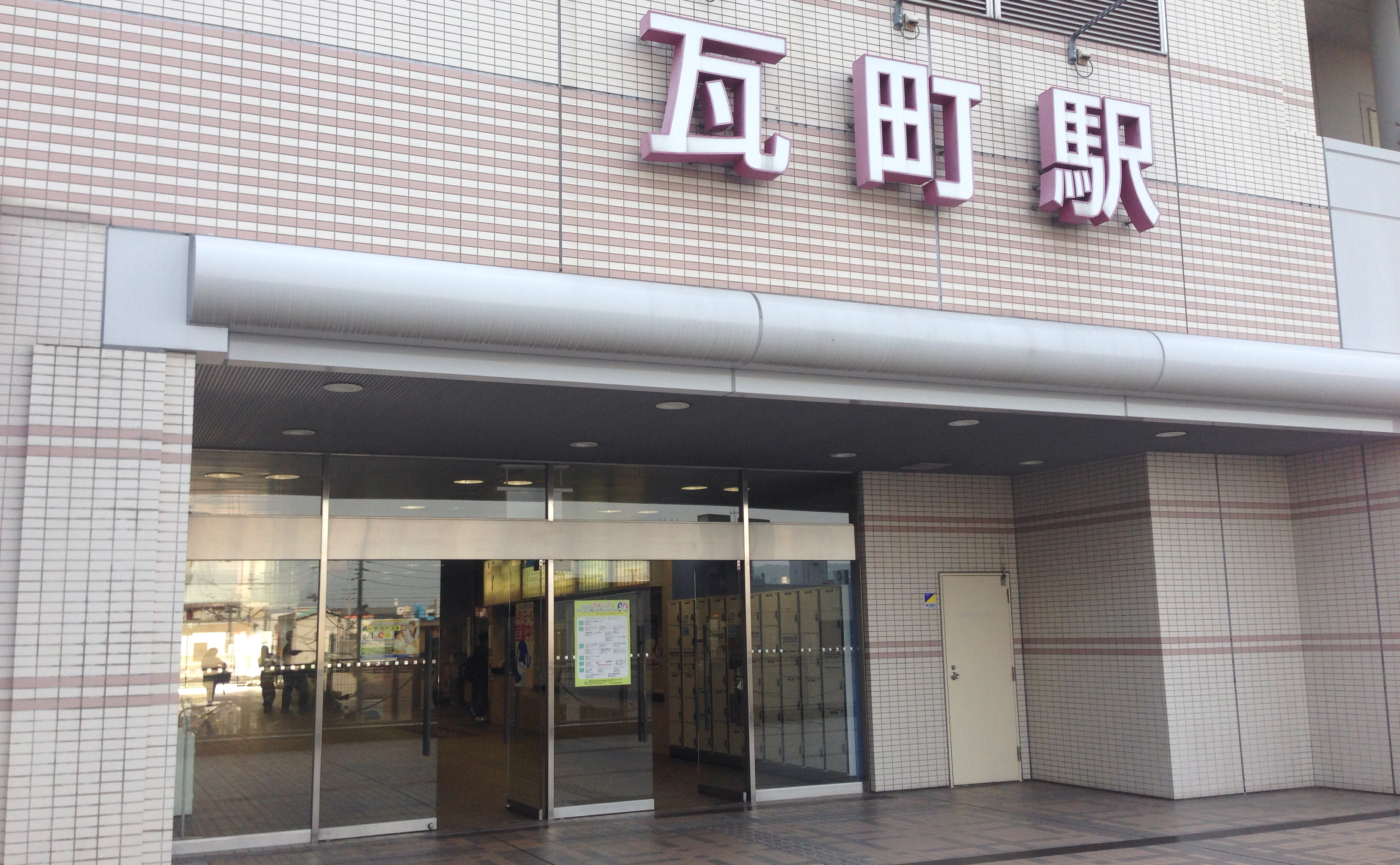
瓦町站（鹽上町出入口（二樓）

目前的瓦町車站是於1996年落成，站體與琴電瓦町大樓採一體化的設計。人潮較多的琴平線與長尾線站台設於車站大樓的一樓，但志度線的月台則設得較遠，位於車站外東側的道路上。在月台設計上，琴平線設有一座島式月台兩條乘車線（1、2號線），而長尾線則是一座側式月台一條乘車線（3號線）。長尾線的鐵路在瓦町車站內與琴平線交會合流。但相對的志度線的軌道設於車站東側道路上，無法與另外兩條路線相連，是採用線路終點常見的港灣式月台設計，設有兩條乘車線（4、5號線）。尖峰時刻以外的志度線列車僅使用4號線。志度線可透過二樓的聯絡通道來往琴平線、長尾線，通道上設有電動步道。
花園側設有有效長度可停靠6輛編組與4輛編組的留置線。本站站名標原先採用獨自設計，直至瓦町FLAG開幕時改採與其他車站相同的站名標設計。
剪票口分別位於車站大樓二樓，以及志度線月台端地面的「志度線口」。兩個剪票口都可前往所有路線月台。剪票口雖有自動驗票閘門，但是是IruCa專用，車票無法通過。琴電也是日本唯一一個自動驗票閘門為IC卡專用的鐵道業者。普通車票須通過人工閘門。
列車發車音樂為1號線的團團轉樂團原創曲（2018年3月21日起），3號線（僅上行列車）是《It's a small world》。2018年3月20日以前1號線使用的音樂是《Ob-La-Di, Ob-La-Da》。

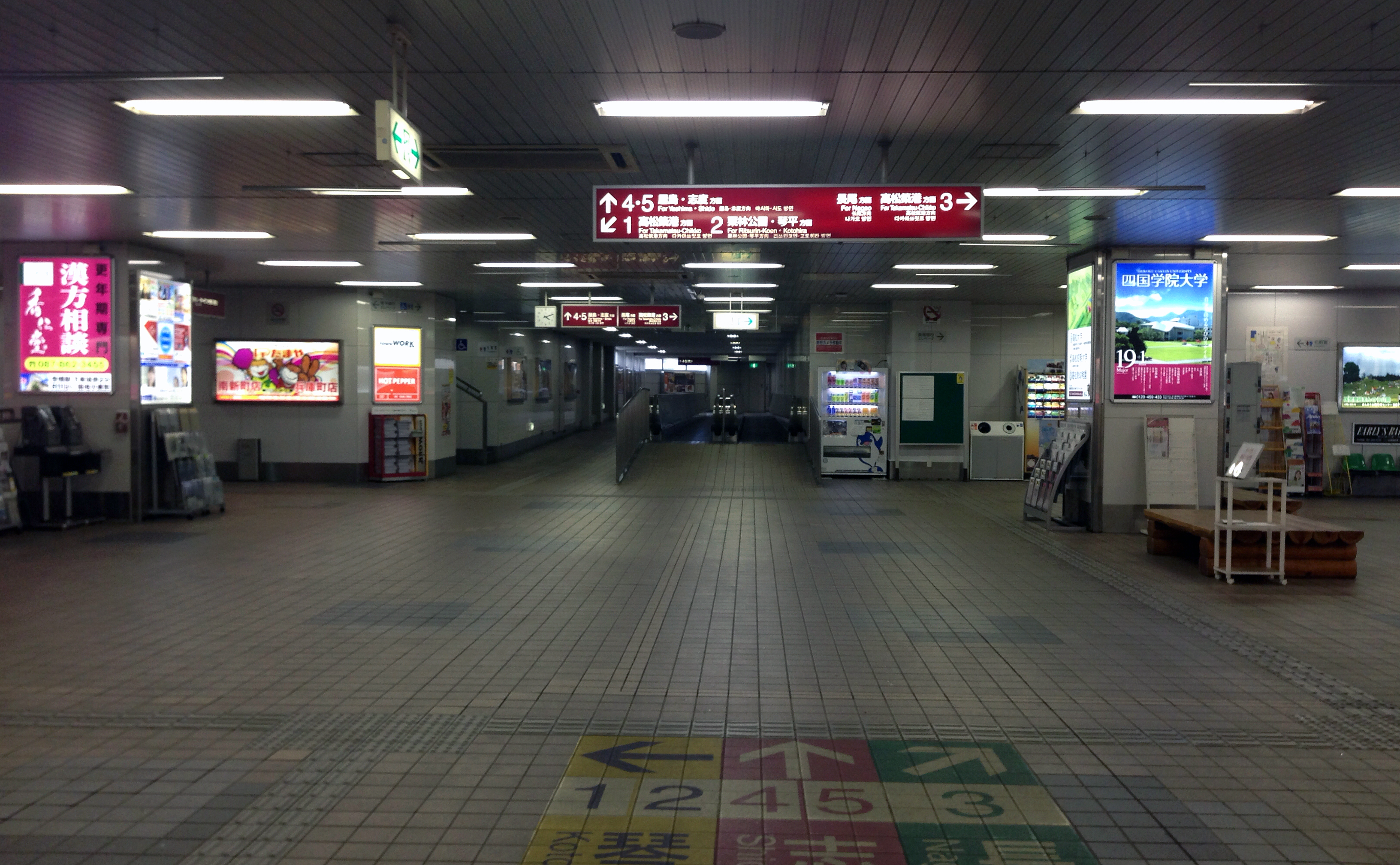
瓦町站付費區
2014年08月

車站大樓的3樓雖然天花板高度與其他樓層相同，但往4樓的電扶梯明顯較長。這是因為過去香川縣曾規劃將琴平線與長尾線高架化，車站大樓保留了鐵路高架化時所需的空間所導致。然而之後因財政困難，香川縣於2005年凍結計畫，2010年正式宣布事業中止。

### 月台
| 乘車處 | 路線    | 方向 | 目的地                   | 備註           |
| ------ | ------- | ---- | ------------------------ | -------------- |
| 1      | ■琴平線 | 上行 | 高松築港方向             | 琴平線列車停靠 |
| 2      | ■琴平線 | 下行 | 一宮、瀧宮、琴電琴平方向 |                |
| 3      | ■長尾線 | 下行 | 高田、平木、長尾方向     |                |
| 3      | ■琴平線 | 上行 | 高松築港方向             | 長尾線列車停靠 |
| 4      | ■志度線 | 下行 | 大町、琴電志度方向       |                |
| 5      | ■志度線 | 下行 | 大町、琴電志度方向       | 僅繁忙時段使用 |

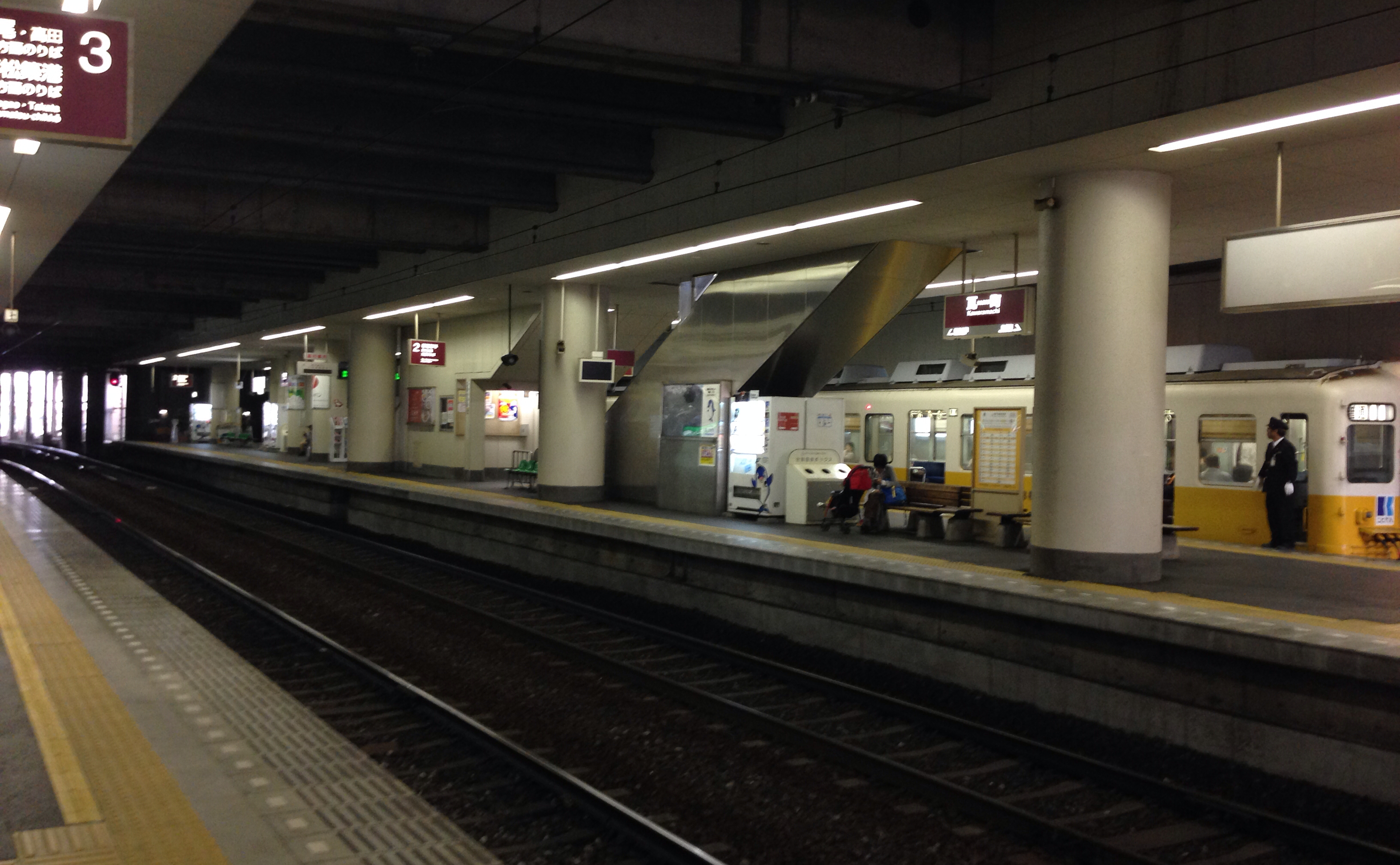
後方起為1號線、2號線、3號線

車站大樓建設工程開始的1994年以前，全路線月台都在現在的大樓建地內。當時的構造是單面、島式月台3面5線，單面月台的1號線是琴平線上行，島式月台的2號線是琴平線下行，島式月台的3號線是志度線（上下行使用同一月台），4、5號線是長尾線。月台位於彎道上，1號線月台與電車之間的間隙較大，因此1970年代至1980年代初期購入的1050形、1053形、1061形（舊阪神電氣鐵道）與1063形（舊三岐鐵道）封住了車廂中央的車門。之後導入的1080形不再將中央車門封住，而是貼上貼紙提醒乘客注意。

### 車站大樓設施
- 瓦町FLAG（日语：瓦町FLAG）
- 高松市行政服務櫃台（市民交流廣場ICODE瓦町）
- 百十四銀行瓦町支店（檢票口旁）
- BEAMS高松（車站大樓1F、2F）
- 星巴克（車站大樓1F）
- 琴電巴士（日语：ことでんバス）瓦町站前巴士圓環（瓦町巴士資訊處（日语：瓦町バス案内所））
- 7-Eleven高松瓦町站東口店

## 歷史
- 1915年4月22日：東讃電氣軌道（現志度線）的瓦町站開業。
- 1927年4月22日：鄰接瓦町站的琴平電鐵（現琴平線）高松站開業。
- 1941年8月：琴平電鐵高松站更名為琴電高松站[3]。
- 1943年11月1日：公司合併，琴電高松站成為高松琴平電氣鐵道琴平線車站，瓦町站成為該公司志度線車站。
- 1945年7月30日：志度線、長尾線從廢除的出晴站延伸至本站。志度線瓦町站廢除。
- 1951年12月26日：長尾線從經由舊出晴站改成從南側分岐。
- 1954年1月1日：更名為瓦町站。
- 1994年6月26日：志度線月台移至現址。與琴平線、長尾線分離。
- 1996年12月21日：車站大樓琴電瓦町大樓（日语：コトデン瓦町ビル）完工[4]。
- 1997年4月23日：琴電SOGO在琴電瓦町大樓開店[4]。
- 2001年：

- 4月15日：琴電SOGO閉店。
- 9月1日：高松天滿屋入駐琴電瓦町大樓。

- 2014年3月31日：高松天滿屋閉店。
- 2015年10月23日：琴電瓦町大樓以「瓦町FLAG」重新開幕[5]。
- 2018年3月30日：付費區內的7-Eleven琴電瓦町站店開業[6]。

## 使用情況
作為琴電的中心車站，瓦町站一直都是線內所有車站中使用人次最多的車站，2021年度1日平均上下車人次為11,245人。雖然進入平成時代後，由於商業區郊外化與汽車化發展，使用人數逐漸減少，但在琴電的經營改革之下，近年使用人數開始有所回升。
近年1日平均上下車人次變化如下：
| 1日上落人數推斷 | 1日上落人數推斷 |
| 年度            | 1日平均人數     |
| --------------- | --------------- |
| 2000            | 13,800          |
| 2001            | 12,800          |
| 2002            | 12,400          |
| 2003            | 12,500          |
| 2004            | 12,300          |
| 2005            | 12,800          |
| 2006            | 13,100          |
| 2007            | 12,904          |
| 2008            | 12,800          |
| 2009            | 12,284          |
| 2010            | （欠資料）      |
| 2011            | 12,108          |
| 2012            | 12,543          |
| 2013            | 12,965          |
| 2014            | 12,450          |
| 2015            | 13,142          |
| 2016            | 13,896          |
| 2017            | 14,223          |
| 2018            | 14,354          |
| 2019            | 14,860          |
| 2020            | 11,245          |
| 2021            | 11,245          |
| 2022            | 13,074          |

## 車站周邊
- 高松瓦町郵便局
- Festhalle（ファストハレ，位於琴電瓦町大樓南側，是四國最大級的音樂展演空間）
- 高松中央商店街（日语：高松中央商店街）
  - 常磐町商店街
  - 南新町商店街
  - 田町商店街
- Soleil大樓（日语：ソレイユビル）（Holl Soleil、Soleil2、Parking Soleil）
- 百十四銀行（日语：百十四銀行）本店
- 香川銀行（日语：香川銀行）本店
- 高松信用金庫（日语：高松信用金庫）本店
- 香川縣信用組合（日语：香川県信用組合）本店
- 香川縣聽（日语：香川県庁）
- 高松赤十字醫院（日语：高松赤十字病院）
- 高松市役所（日语：高松市役所）
- 高松市立中央公園（日语：高松市立中央公園）
- 高松國稅局（日语：高松国税局）
- NTT西日本（日语：西日本電信電話）香川支店
- 國道11號（中央通（日语：中央通り (高松市)）／高松北繞道（日语：高松北バイパス））
- 香川縣道160號高松港栗林公園線（日语：香川県道160号高松港栗林公園線）
- 香川縣道155號牟礼中新線（日语：香川県道155号牟礼中新線）（觀光通（日语：観光通り (高松市)））
- 渡輪通（日语：フェリー通り）

### 瓦町站前廣場
西口的站前廣場面對渡輪通（高松市道魚屋町栗林線），面積3,970m2。上方有行人空中步道連結車站大樓二樓。地上有瓦町站前巴士圓環，地下1樓是瓦町站前地下廣場與瓦町地下自行車停車場，地下2樓、3樓是高松市立瓦町地下停車場。
東口面對高松市道瓦町松島線，但沒有廣場等任何設施存在。東口現為瓦町站東再開發一環的面積3900m2瓦町站東地區站前廣場整備計畫的一部份。2014年3月，往香川縣立中央醫院的巴士（經今橋站。週六日停駛）在東口發車。
來自菊池寛通、常磐町商店街方向的行人可從行人空中步道或是地下道前往東口。自行車可通過地下道，同時設有地下腳踏車停車場，西口、東口都設有自行車用的電扶梯。瓦町FLAG地下1樓（再）開幕時，由於沒有租戶，因此地下廣場無法直接進入瓦町FLAG。2017年6月起食品超市「木村」等才進駐地下1樓。
行人空中步道被視為是公共空間，不能有商店等營業活動，因此高松市與商店街振興組合等組成的「中心市街地與田園地域合作高松Compact Ecocity特區」推進本部會（本部長為市長大西秀人）在2015年8月26日決議向國家要求鬆綁法規。
站前的巴士圓環沒有高速巴士停靠。機場利木津巴士在高松機場啟用以來一直不停本站，直至2008年（平成20年）6月1日起，往高松機場的部分（8班）與往高松站前的所有班次皆增停本站。

## 相鄰車站
高松琴平電氣鐵道
■琴平線
片原町（K01） - 瓦町（K02） - 栗林公園（K03）
■長尾線
片原町（N01） - 瓦町（N02） - 花園（N03）
■志度線
瓦町（S00） - 今橋（S01）

## 外部連結
- 高松琴平電鐵瓦町站資訊 （页面存档备份，存于）（日語）